# グラントラ
グラントラ（伊: Grantola）は、イタリア共和国ロンバルディア州ヴァレーゼ県にある、人口約1,200人の基礎自治体（コムーネ）。

## 地理

### 位置・広がり

#### 隣接コムーネ
隣接するコムーネは以下の通り。
- カッサーノ・ヴァルクーヴィア
- クリアーテ＝ファビアスコ
- クナルド
- フェッレーラ・ディ・ヴァレーゼ
- メゼンツァーナ
- モンテグリーノ・ヴァルトラヴァーリア

### 地震分類
イタリアの地震リスク階級 (it) では、4 に分類される
。

## 行政

### 分離集落
グラントラには、以下の分離集落（フラツィオーネ）がある。
- Bellaria, Montebello, Motta, Vicema